# Responsabilidade objetiva
Em direito, responsabilidade objetiva é a responsabilidade advinda da prática de um ilícito ou de uma violação ao direito de outrem que, para ser provada e questionada em juízo, independe da aferição de culpa, ou de gradação de envolvimento, do agente causador do dano. É a responsabilidade sem culpa. Caso em que há a obrigação de indenizar sem que tenha havido culpa do agente.
A chamada responsabilidade objetiva foi consignada no parágrafo único do artigo 927 do atual Código Civil Brasileiro, que possui a seguinte redação:
"Haverá obrigação de reparar o dano, independentemente de culpa, nos casos especificados em lei, ou quando a atividade normalmente desenvolvida pelo autor do dano implicar, por sua natureza, risco para os direitos de outrem.

## No Direito Administrativo
É do Estado a responsabilidade civil pelos atos dos seus funcionários que nessa qualidade causem danos a terceiros, não sendo necessário que o prejudicado prove a culpa da administração, basta haver uma relação de causalidade entre o ato prejudicial e a administração.
No que se refere à responsabilidade civil do Estado, a Constituição Federal de 1988 acolheu a teoria da responsabilidade objetiva do Estado e da responsabilidade subjetiva do servidor, pois assegurou o direito de regresso contra o agente causador nos casos de dolo ou culpa.